# Rudno (Železniki, Slovenija)
Rudno je naselje u slovenskoj Općini Železniku. Rudno se nalazi u pokrajini Gorenjskoj i statističkoj regiji Gorenjskoj. 

## Stanovništvo
Prema popisu stanovništva iz 2002. godine naselje je imalo 226 stanovnika.